# بايلاو
بايلاو (بالإنجليزية: Bylaw)‏ هو الألبوم الموسع الثالث من تأليف الهولندي مارتن غاركس. تم إصدار الألبوم على خمسة أجزاء مع إصدار أغنية كل يوم من 15 إلى 19 أكتوبر قبل إصداره بالكامل في 19 أكتوبر 2018، على غرار ما جاء به الإصدار السابق 7. يتميز الألبوم بالتعاون عدد مهم من الفنانين كبلايندرز ودايرو وبيرس فولتون بالإضافة لفرقة لينكن بارك ومايك شينودا. في البداية تفاصيل الألبوم كانت في المجمل عبارة عن شائعات وذلك بناءًا على التحديث الجديد لموقع غاركس الإلكتروني، حتى حسم هو بنفسه الأمر من خلال تويتر. تم إصدار المقطوعة الأولى، "بريتش" مع بلايندرز، في 15 أكتوبر 2018. تبعتها "يوتابايت" و"لاتينسي" و"أكسيس" و"وايتينغ فور تومورو" في 16 و17 و18 و19 أكتوبر 2018 على التوالي.

## روابط خارجية
- بايلاو على موقع أول موفي (الإنجليزية)